# Goodia lotifolia
Goodia lotifolia är en ärtväxtart som beskrevs av Richard Anthony Salisbury. Goodia lotifolia ingår i släktet Goodia och familjen ärtväxter.

## Underarter
Arten delas in i följande underarter:
- G. l. lotifolia
- G. l. pubescens

## Bildgalleri

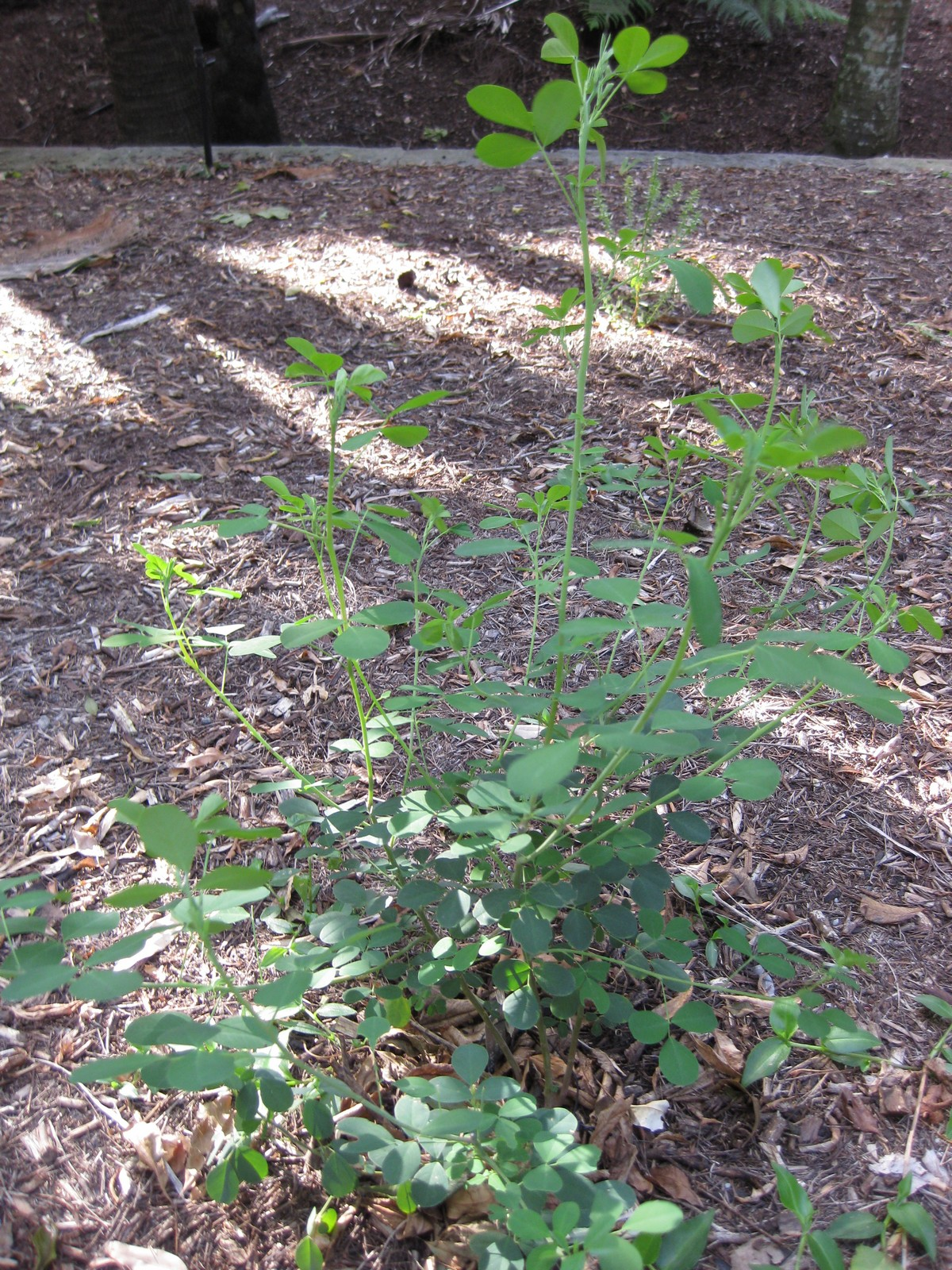
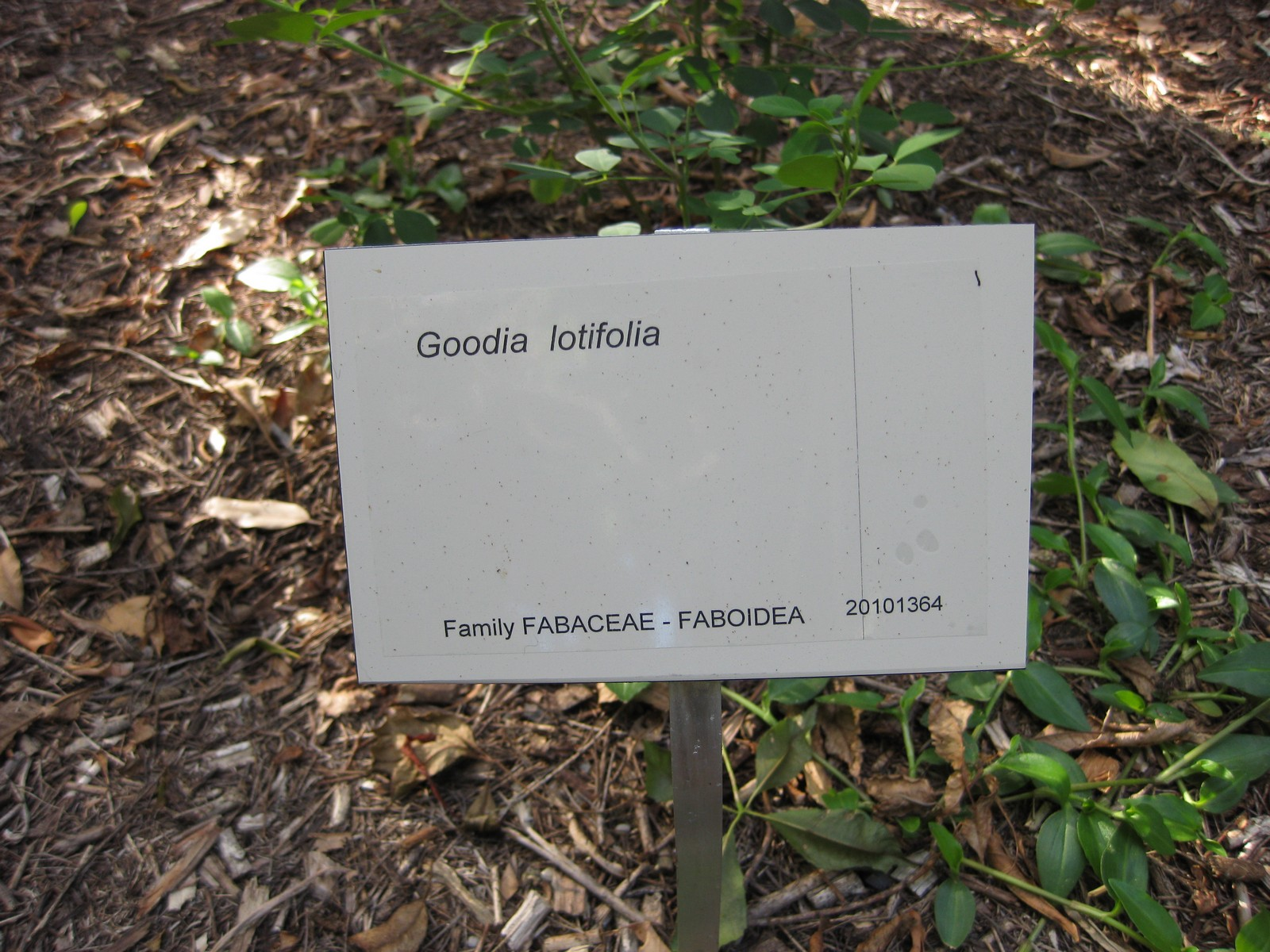